# Hafize Gaye Erkan
Hafize Gaye Erkan (née en 1979 à Istanbul) est gouverneur de la Banque centrale de Turquie de juin 2023 à février 2024. Elle est ancienne co-PDG et présidente de First Republic Bank et a été membre du conseil d'administration de la société. Elle est l'ancienne PDG de Greystone & Co Inc, une société nationale de financement immobilier basée à New York qui participe à l'industrie du logement pour personnes âgées. Elle a également été membre du conseil d'administration de Tiffany & Co et administratrice de Marsh & Mclennan Cos Inc..

## Biographie
Née en 1979 à Istanbul, en Turquie,, Erkan grandit sous la direction d'un père ingénieur et d'une mère professeure en mathématiques et en physiques. Pendant son enfance, Erkan compose des opéras et parvient même à les vendre. Après avoir terminé deuxième du prestigieux lycée d'Istanbul, où  l'enseignement est dispensé en turc et en allemand, elle est admise au département de génie industriel de l'Université du Bosphore (BÜ) en 1997 et obtient son Bachelor of Science en tant que major de promotion en 2001. Elle obtient son doctorat en recherche opérationnelle et en ingénierie financière de l'Université de Princeton et est diplômée du très selectif programme de management avancé (en anglais Advanced Management Program ou AMP) de la Harvard Business School et du programme de direction en leadership de la Stanford Graduate School of Business,,.
Elle est mariée à Batur Biçer, son condisciple pendant les années universitaires à Istanbul. Après avoir obtenu son diplôme de BÜ en 2001, Biçer est allé aux États-Unis et obtient un doctorat en recherche opérationnelle et en ingénierie financière de l'Université de Princeton. Il a travaillé comme vice-président chez Barclays Capital, Goldman Sachs et Citigroup. Il est actuellement directeur général de Napier Park Global Capital.

## Carrière professionnelle
Erkan commence sa vie professionnelle en tant qu'assistante de recherche et enseignante tout en rédigeant sa thèse à l'Université de Princeton, au New Jersey. En 2005, elle rejoint Goldman Sachs en tant qu'associée et est nommée directrice générale et responsable des analyses et stratégies du groupe des institutions financières en 2011.
Elle rejoint First Republic Bank en 2014 en tant que directrice des investissements et co-directrice des risques. Elle a également été nommée directrice des dépôts en janvier 2016 avant de devenir présidente de la Banque en mai 2017. Erkan, à 39 ans, est élue pour succéder à August-deWilde en tant que président du conseil d'administration le 13 février 2019. En juillet 2021, elle devient co-PDG de First Republic, aux côtés de Jim Herbert, le fondateur de la banque. Herbert démissionne en raison de problèmes de santé en décembre 2021. Un mois plus tard, Erkan démissionne également.
Elle rejoint en mars 2022 le conseil d'administration de Marsh McLennan, une firme incluse dans la liste Fortune 500 des plus larges compagnies américaines par revenus, et a également siégé au conseil d'administration de Tiffany & Co. à partir de 2019 jusqu'à l'acquisition de la société par LVMH en 2021.
Le 11 février 2022, le conseil d'administration de Marsh McLennan nomme Erkan au poste d'administrateur à compter du 1er mars. Elle est de nouveau réélue pour cette fonction le 23 mai 2023. Le 27 juin 2022, Greystone & Co Inc (une société nationale de financement immobilier basée aux États-Unis) l'a nommée présidente directrice générale (PDG). Ses responsabilités exécutives ont commencé en septembre 2022 et se sont terminées en décembre 2022,.
Le président turc Recep Tayyip Erdogan désigne Erkan comme nouveau gouverneur de la banque centrale le 8 juin 2023, en remplacement de Sahap Kavcioglu qui était gouverneur de la banque suprême de Turquie depuis le 20 mars 2021.

## Banque centrale de Turquie
Après la réélection de Recep Tayyip Erdoğan en mai 2023 et la nomination de Mehmet Şimşek comme nouveau ministre des Finances, les médias ont rapporté que le gouverneur de la Banque centrale Şahap Kavcıoğlu serait remplacé par Erkan. Le 8 juin 2023, Erkan est devenue gouverneur de la tête de la Banque centrale turque par décret présidentiel, devenant ainsi le 5e gouverneur de la présidence d'Erdogan et la première femme à ce poste.
Comme ses prédécesseurs, sa mission est de diminuer l'inflation en Turquie, qui est officiellement de 62% lors de son arrivée et probablement plus près de 129% d'après le Groupe de recherche sur l'inflation (Enag). Elle augmente le taux directeur de la Banque centrale turque à 40%. Cette inflation, associée à une augmentation des loyers de 77% à Istanbul, l'oblige à retourner vivre chez ses parents fin 2023,.
Elle démissionne début février 2024, après moins de 8 mois au poste de gouverneur. Officiellement, elle justifie son départ pour des raisons personnelles, se sentant en danger et voulant protéger sa famille et son enfant. Son adjoint, Fatih Karahan, lui succède comme gouverneur.

## Récompenses et reconnaissance
Erkan a été honorée en 2001 par l'Université du Bosphore comme le "Meilleur étudiant des dix dernières années". Elle a également reçu la bourse Gordon YS Wu de l'Université de Princeton pour des études supérieures en ingénierie.
Elle a reçu une bourse de la National Science Foundation pour sa thèse et plusieurs prix d'excellence en enseignement. En 2003, elle a été sélectionnée comme membre de la société honorifique américaine Sigma Xi (ΣΞ).
Erkan a dirigé l'acquisition par First Republic de Gradifi, une société qui facilite le paiement par l'employeur des prêts étudiants en tant qu'avantages sociaux. En 2018, elle a été nommée sur les listes 40 Under 40 (les 40 en dessous de 40 ans) du San Francisco Business Times et Crain New York Business 40 Under 40 (à 38 ans), et a été nommée sur la liste Crain des femmes remarquables dans le secteur bancaire et financier en 2019.
Selon le San Francisco Business Times, en 2018 elle était la seule femme de moins de 40 ans à détenir un titre de président ou de PDG dans les 100 plus grandes banques américaines. Elle a également été nommée sur la liste des "femmes à surveiller" d'American Banker.
Elle est la fondatrice du programme de bourses Hafize Gaye Erkan First Republic, une initiative qui soutient l'éducation en STIM (ou STIM pour science, technologie, ingénierie et mathématiques), le leadership et les cheminements de carrière pour les jeunes femmes prometteuses qui ont besoin de soutien pour atteindre leurs objectifs.